# Mafalda Capela
Mafalda Castel-Branco Borges Capela (Oporto, 1977) es una fotógrafa y arqueóloga portuguesa.
Son sus progenitores: Pedro Manuel Santos Moreira Capela (1946) y Maria Emília Castel-Branco do Amaral Osório Borges (1950). Obtuvo una licenciatura en Arqueología por la Facultad de Letras de la Universidad de Oporto, donde completó, en 2007, un postgrado en Animación y Mediación Sociocultural. Y otro postgrado en Gestión del Patrimonio, donde su asesor de tesis fue Rafael Azuar Ruiz, realizando la defensa de la tesis "Complejo arqueológico de Perdigoes: una propuesta de valoración patrimonial".
Ha expuesto desde 2001; y en 2005 inició una colaboración con el "Ciclo “Quintas de Leitura”, del Teatro do Campo Alegre, para cuyos espectáculos concibió escenarios fotográficos. En 2008 inaugura una participación regular en la "Revista Um Café", donde presentó una rúbrica —Impessoalidades— de carácter sociodocumental. Se ha dedicado también a la fotografía de escenas en el cine y el teatro, fotografía de registros patrimoniales, y el diseño de cubiertas de libros.
Fue una de las fotógrafas de todo el mundo, con representación en los Encontros da Imagem de Braga '09, edición dedicada al tema "Fronteiras do Género". Y en 2009, la Exposición de Fotografías: Presidencia Aberta de Mafalda Capela.